# Alempid
Alempid (Empidonax alnorum) är en nordamerikansk tätting i familjen tyranner inom ordningen tättingar, mycket nära släkt och till utseendet i princip identisk med pilempid (E. traillii).

## Kännetecken

### Utseende
Alempiden är med sina 13–17 centimeter i kroppslängd en av de större arterna i släktet Empidonax. Ovansidan är matt olivgrön, hättan något mörkare. Strupen är vit med ett mörkare bröstband. Runt ögat syns en vit tunn ögonring. Näbben är bred och medellång, med rosaaktig eller gulorange nedre näbbhalva och svart övre. Vingarna är generellt svarta med vita vingband och vita kanter på de inre tertialerna. Ungfåglar har brun ovansida, gul undersida och gulbruna vingband.
Från den nära släktingen pilempid (E. traillii) är den i princip omöjlig att skilja åt i fält, annat än på läten (se nedan). Den liknar även östpivin (Contopus virens) och östfibin (Sayornis phoebe), men är mindre och vickar konstant uppåt med stjärten.

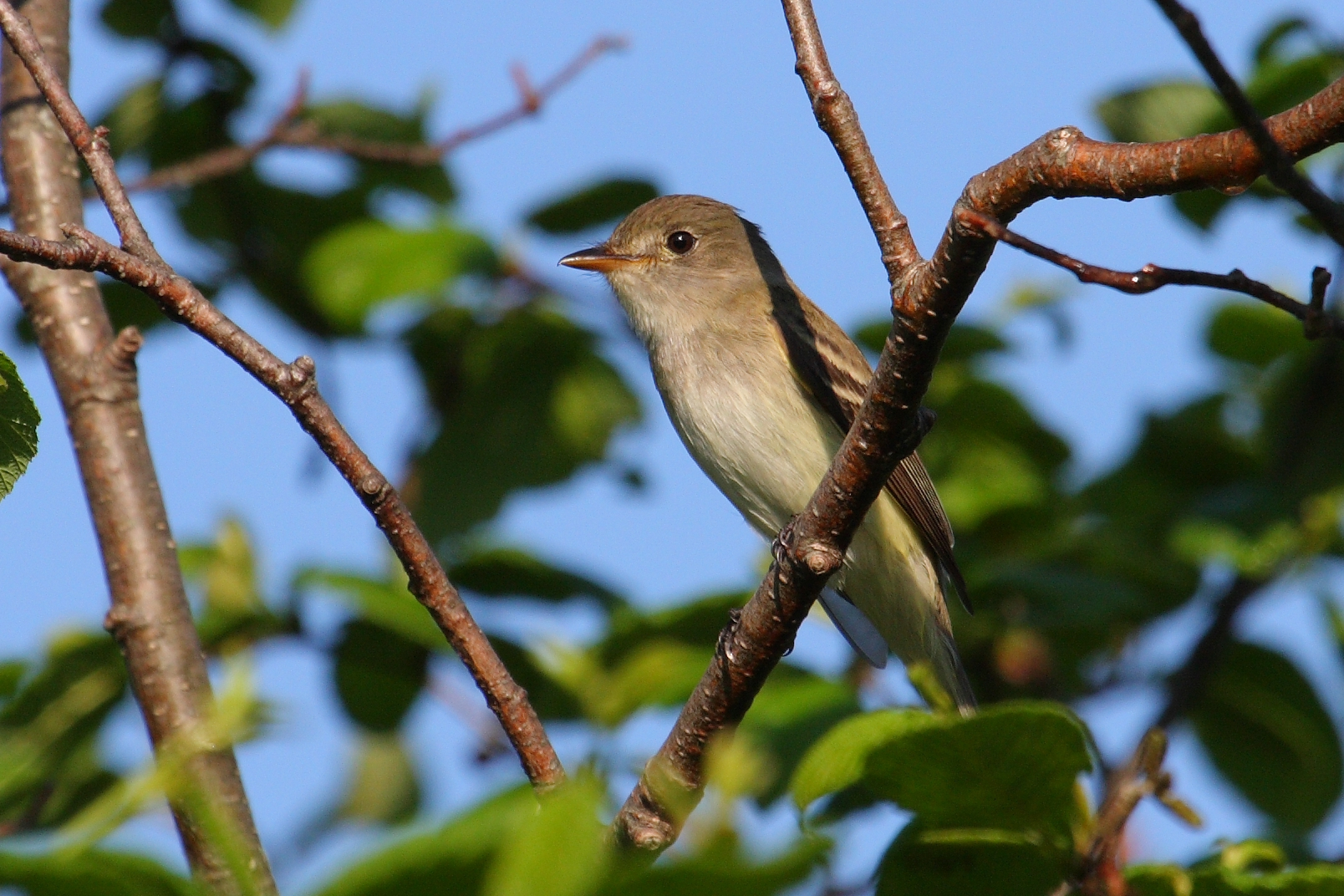
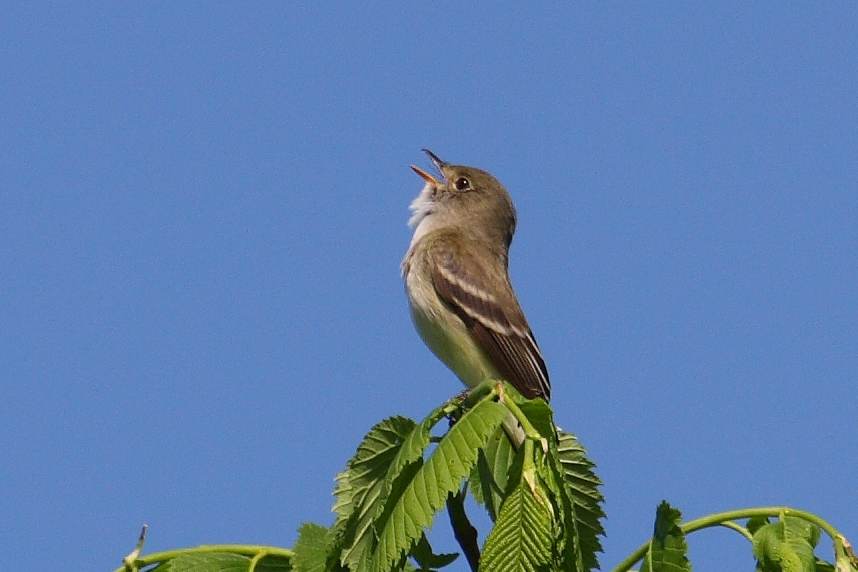

### Läten
Lätena är oftast avgörande för att korrekt artbestämma alempiden. Sången är ett hårt och grovt rreeBEEa eller rreeea. Det vanligaste locklätet är ett "pepp".
- Lockläte
- Sång

## Utbredning och systematik
Alempiden häckar från Alaska till nordöstra USA och övervintrar i Sydamerika, från Colombia till Bolivia. Den är en mycket sällsynt gäst i Europa, med endast fyra fynd i september-oktober: Island 2003 och 2020, England 2008 och 2010, Irland 2021 samt i norska Rogaland 2016.
Arten är mycket nära släkt med pilempid  och fram till 1973 behandlades de som en och samma art. Skillnader i framför allt läten och ekologi ledde till att de delades upp, och denna hållning har senare bekräftats av DNA-studier.

## Levnadssätt
På häckplats påträffas altyrannen i låglänta områden fuktiga och täta alsnår, men också i lönn och björk. Under flyttningen och i övervintringsområdena ses den i skogskanter och fält, gärna nära vatten. 

### Föda
Alempiden lever huvudsakligen av insekter som bin, getingar, myror, skalbaggar, flugor, fjärilar och gräshoppor. De fångas i flykten eller plockas från trädens lövverk. Vintertid kan den även inta frukt och frön.

### Häckning
Framför allt honan bygger det skålformade men lösa boet byggt av växtmaterial som placeras i ett snårigt buskage  Fågeln lägger tre till fyra ägg som ruvas i tolv till 14 dagar. Både hanen och honan tar hand om ungarna som är flygga vid 13–14 dagars ålder.

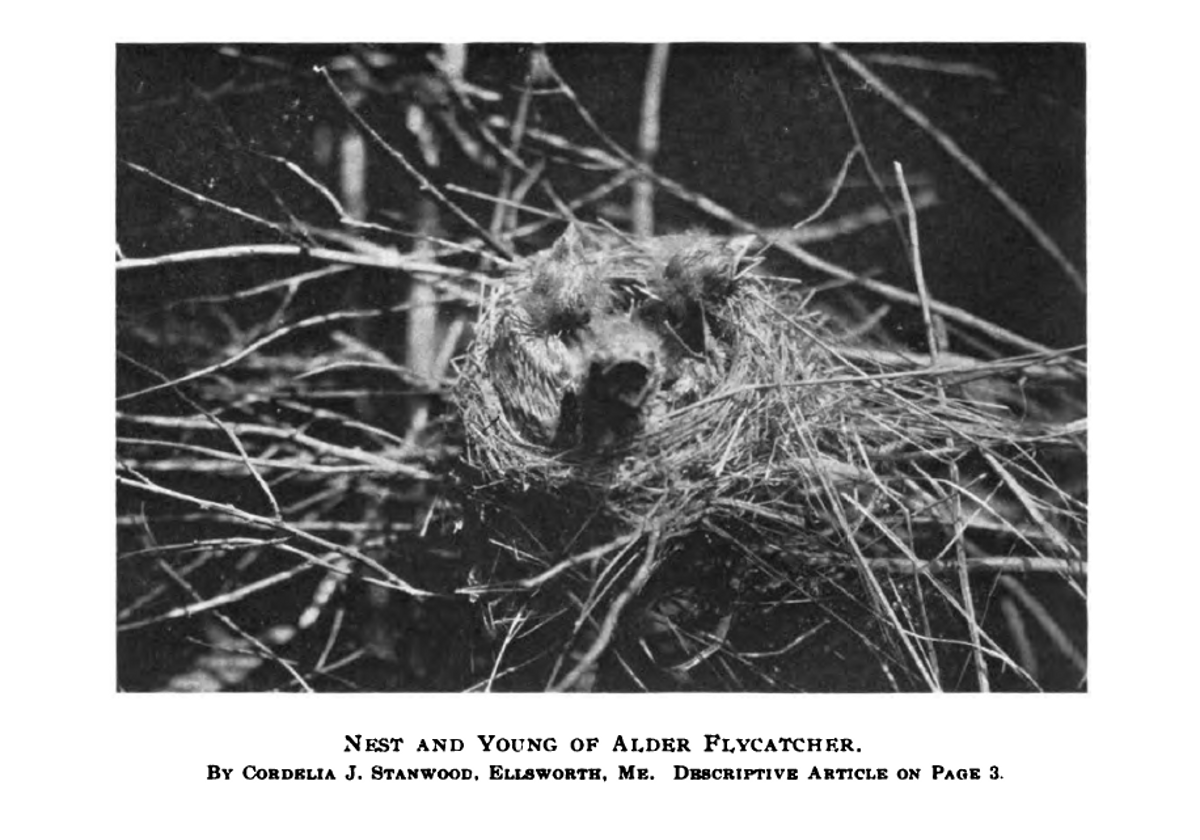
Alempidens bo med unge.

## Status och hot
Arten har ett stort utbredningsområde och en stor population med stabil utveckling. Utifrån dessa kriterier kategoriserar internationella naturvårdsunionen IUCN arten som livskraftig (LC).